# 瀬越駅
瀬越駅（せごしえき）は、北海道（留萌振興局）留萌市沖見町1丁目にあった北海道旅客鉄道（JR北海道）留萌本線の駅（廃駅）である。電報略号はコセ。事務管理コードは▲121510であった。
最終の留萌行き1本は当駅を通過していた。

## 歴史

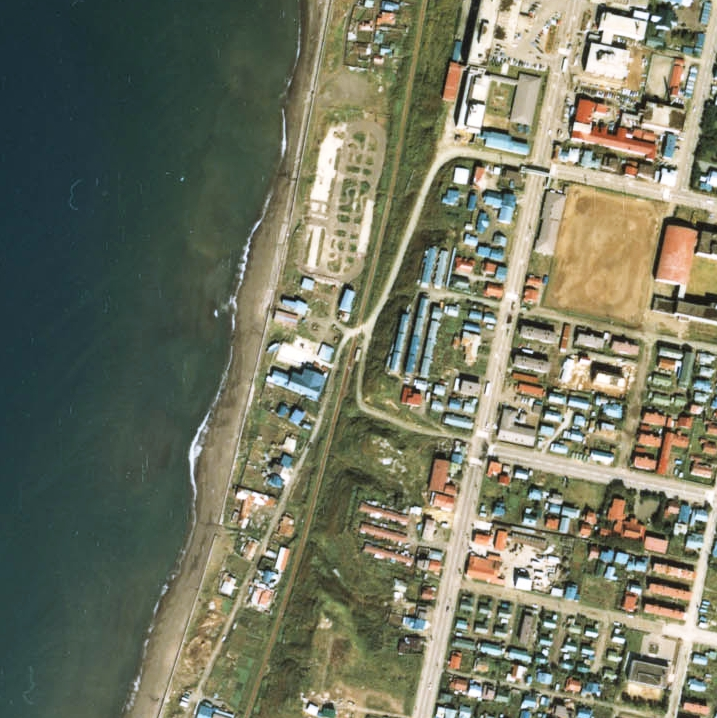
1977年の瀬越臨時乗降場と周囲約500m範囲。下が増毛方面。

当初は海水浴客への利便を目的にした季節営業の仮乗降場であったが、次第に周辺住民の利用が多くなり通年営業化、本社設定の臨時駅に昇格した。国鉄の分割民営化に伴い一般駅に昇格、ようやく営業キロが設定された。長期間営業しているにもかかわらず営業キロが設定されなかった臨時駅は当駅と常磐線偕楽園駅の2駅のみであった。
- 1926年（大正15年）7月1日：鉄道省留萠線の留萠駅 - 礼受駅間に瀬越仮乗降場（局設定）として新設開業[2]。旅客のみ取扱い。
- 1931年（昭和6年）10月10日：線路名を留萠本線に改称、それに伴い同線の駅となる[2]。
- 1949年（昭和24年）6月1日：公共企業体である日本国有鉄道に移管。
- 1969年（昭和44年）10月1日：臨時駅に昇格。瀬越駅となる[2]。
- 1980年代後半 - 駅舎改築、貨車駅舎となる。
- 1987年（昭和62年）4月1日：国鉄分割民営化によりJR北海道に継承。同時に駅に昇格。
- 1990年（平成2年）3月10日：営業キロ設定。
- 1997年（平成9年）4月1日：線路名を留萌本線に改称、それに伴い同線の駅となる[2]。
- 時期不詳：貨車駅舎撤去、待合所設置。
- 2016年（平成28年）12月5日：留萌駅 - 増毛駅間の廃止に伴い、廃駅となる[3]。

### 駅名の由来
当駅が所在した地名より。地名は、アイヌ語で「腕のように曲がった所」という意味らしいが不詳である。

## 駅構造
単式ホーム1面1線を有した地上駅だった。ホームは線路の東側（増毛方面に向かって左手側）に存在した。転轍機を持たない棒線駅となっていた。
仮乗降場に出自を持つ無人駅で駅舎はないが、ホーム北側に待合所を有した。以前は礼受駅などと同仕様の貨車駅舎が設置されていたが（1993年（平成5年）3月時点では共用中であった）、海辺に位置していたために劣化が激しかったため、コンクリート造りのユニット型の待合所に改築された。トイレはなかった。

## 利用状況
- 1992年度（平成4年度）の1日乗降客数は64人[5]。
- 2011年（平成23年）- 2015年（平成27年）の11月の調査日に実施された、乗降人員調査の平均は「10名以下」[9]。

## 駅周辺
留萌市の中心地にも近い。目の前に海水浴場がある。ホーム跡は海より高い位置にあり、日本海の展望がよかった。
- 国道231号（日本海オロロンライン）
- 北海道道22号留萌港線
- 留萌市役所
- 留萌警察署幸町交番
- 旭川地方検察庁留萌支部、留萌区検察庁
- 旭川地方裁判所留萌支部、旭川家庭裁判所留萌支部、留萌簡易裁判所
- 留萌郵便局
- 留萌沖見郵便局
- 留萌税務署
- 留萌信用金庫沖見支店
- 留萌市立港南中学校
- 留萌市立留萌小学校
- ゴールデンビーチるもい
- 瀬越浜
- 沖見海岸 - 駅前[8]。
- 黄金岬 - 駅から北西に約1.0km[5]。夕日の名所[5]。
- 沿岸バス「留萌税務署前」停留所

## 駅跡
2017年（平成29年）10月現在、待合所の窓や扉にベニヤ板が貼られ立ち入りはできなくなっているが、ホームとともに存置されている。一方、駅名標をはじめとした標識類やホーム前のレールは撤去され、隣接していた踏切（旧増毛道路踏切）も道路へと改修され残されていない。
旧駅構内を取り囲むように「立入禁止」と記された看板と柵が取り付けられており、立ち入りはできなくなっている。
駅跡や周辺の用地は2021年度（令和3年度）中に留萌市へ無償譲渡され、駅舎などが撤去された。撤去費用相当額はJR北海道などが負担した。
2022年9月時点ではホームも撤去されて単なる斜面になっている。

## 隣の駅
北海道旅客鉄道（JR北海道）
留萌本線
留萌駅 - 瀬越駅 - 礼受駅
当駅 - 礼受駅間に臨時駅の浜中海水浴場駅が存在した（1989年（平成元年）7月23日開業、1995年（平成7年）8月8日廃止）。